# Rathaus (Hechingen)

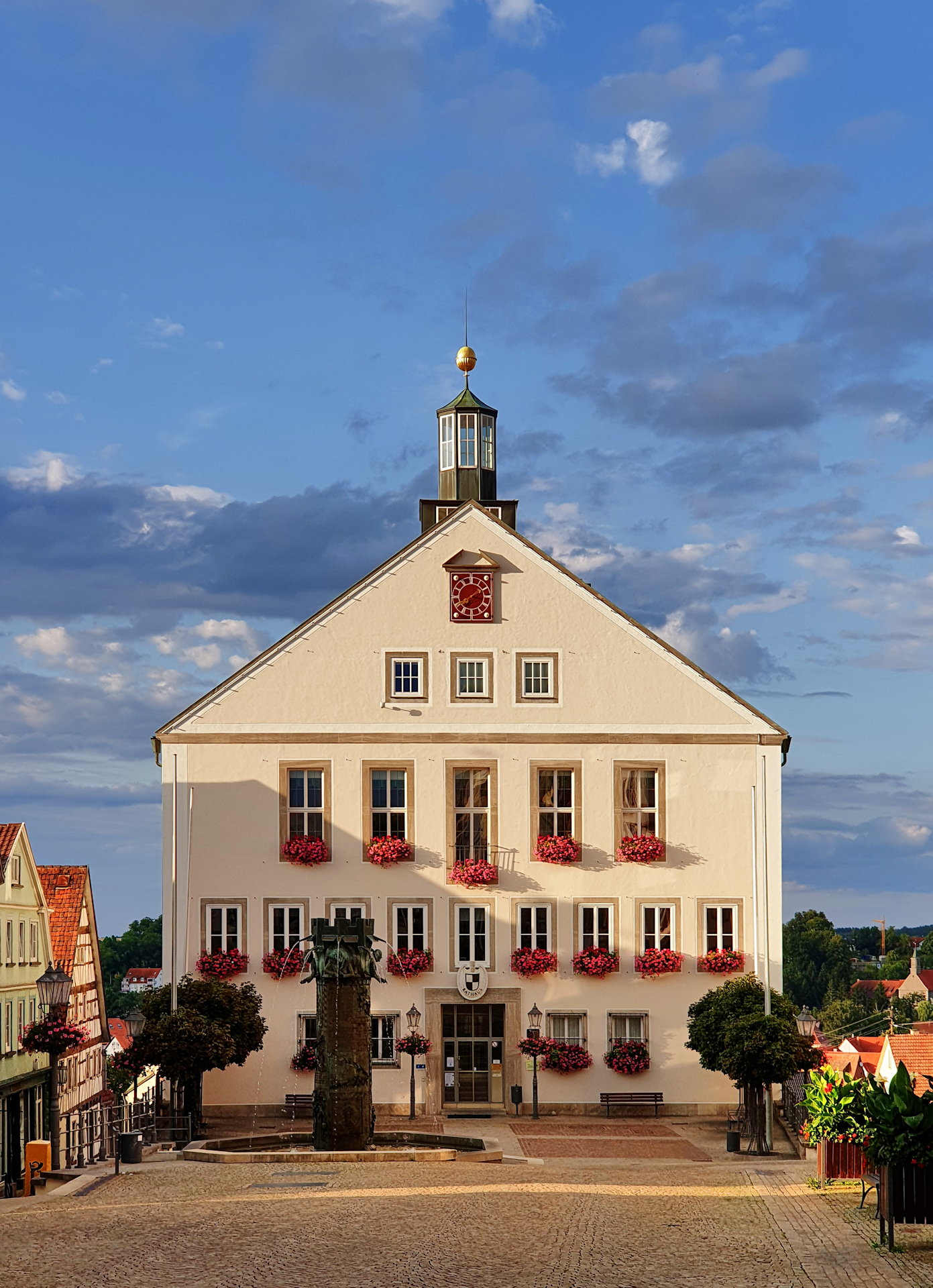
Rathaus Hechingen (2021)

Das Rathaus am Marktplatz in Hechingen ist Sitz des Bürgermeisters, des Stadtrates und Hauptsitz der Stadtverwaltung. Das Bauwerk mit sieben Stockwerken wurde von 1956 bis 1958 nach Plänen Paul Schmitthenners im klassizistischen Stil erbaut.

## Geschichte

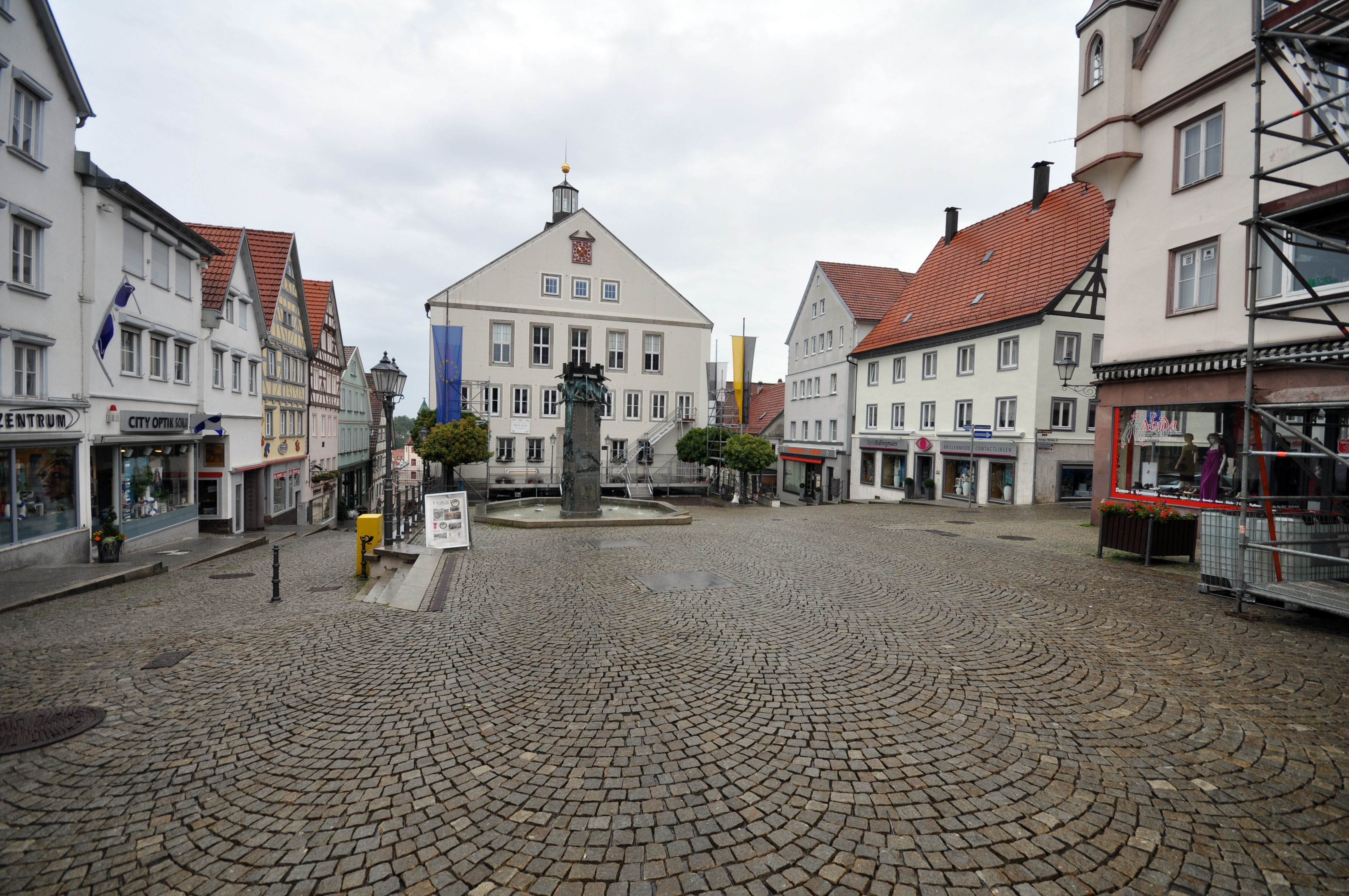
Marktplatz mit Brunnen und Rathaus

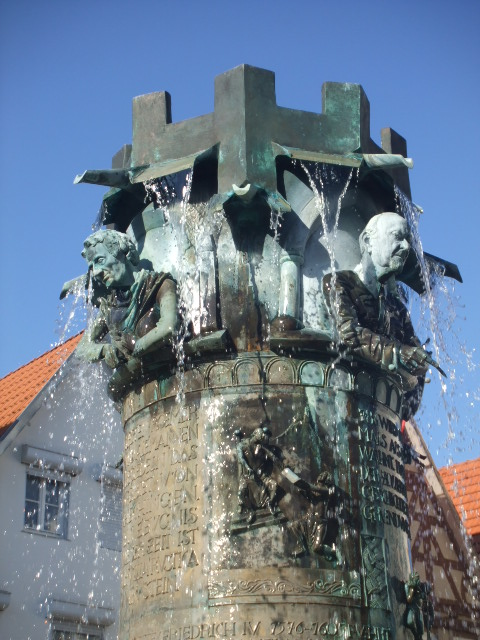
Die Spitze des Rathausbrunnens

Die Ersterwähnung eines Rathauses in Hechingen wird auf 1461 datiert. 1510 wird ein gotischer Rathausneubau durch Graf Eitel Friedrich II. von Hohenzollern erwähnt. Dieses Rathaus ist auf dem Kupferstich des Matthäus Merian von 1643 zu sehen. 1768 wurden Umbauarbeiten am Rathaus durchgeführt: Die Rückfront wurde komplett durch Fachwerk ersetzt. Des Weiteren wurden Großteile der Gemäuer geschmälert, damit mehr Nutzfläche entstand. Bei einem erneuten Umbau 1815 sollten Schulzimmer und ein weiteres Stockwerk unter Leitung des Oberst von Hövel gebaut werden. Aufgrund von Hövels' Gutachten war die Friedrichsburg, das alte Stadtschloss, ein Jahr zuvor abgebrochen worden. Die gesamte gotische Fassade einschließlich des früher als „mächtig“ beschriebenen Rathausturms wurde geschleift. Man stellte jedoch fest, dass das Fundament ein weiteres Stockwerk nicht tragen konnte, sodass die Bauarbeiten eingestellt werden mussten. Das optisch wie ein Neubau wirkende Rathaus verwendete die damals modernen Stilelemente des Klassizismus.
Unter Bürgermeister Sebastian Werner entstanden noch zu Lebzeiten Fürstin Eugenies von Hohenzollern Pläne einer „Restaurierung“ in neugotischem Stil. Nach deren Tod 1847 wurden diese Pläne aus Finanzierungsgründen nie ausgeführt. Noch während der Gründerzeit erfolgte 1885 ein Umbau durch den hohenzollerischen Landeskonservator und königlichen Regierungs- und Baurat Wilhelm Friedrich Laur. Jener war auch der ausführende Architekt bei den Bauarbeiten am heutigen Landgericht Hechingen 1869 bis 1875. Die Arbeit Laurs bestand darin, ein zweites bzw. fünftes Stockwerk aufzusetzen und eine steinerne Fassade vorzubauen; diese bewusst verspielt wirkende Fassade im Stil der Neorenaissance wurde durch eine Dachabdeckung aus Schiefer umrahmt. Der Rathausbrunnen vor dem Rathaus wurde entfernt, erhalten blieb jedoch derjenige hinter dem Rathaus mitsamt dem Fachwerk-Giebel. Während des NS-Regimes wurde das Rathaus durch Paul Schmitthenner „bereinigt“: die vorgebaute Fassade wurde mitsamt Türmchen wieder entfernt. Außerdem wurden Luftschutzkeller eingerichtet, durch die das Fundament stark beschädigt wurde. Diese Baumängel wurden allerdings erst in den Nachkriegsjahren entdeckt. Der Hechinger Stadtrat entschied sich entgegen eine mögliche Bestandssanierung, sodass 1955 die Sprengung des Gebäudes erfolgte. Teile der Treppenanlage Am Rain mitsamt einem Brunnen wurden dabei beschädigt.
Mit dem Neubau wurde wiederum Paul Schmitthenner beauftragt. 1957 konnte Richtfest gefeiert werden und 1958 wurde das Neue Rathaus feierlich seiner Bestimmung übergeben. Beim Festakt waren neben dem Architekten auch die beiden Stadtpfarrer und der baden-württembergische Innenminister Viktor Renner als Ehrengäste anwesend. Die zerstörte Treppenanlage Am Rain wurde wieder aufgebaut. Das Neue Rathaus steht unter Denkmalschutz. Es wurde 1998 wieder mit einem Brunnen ausgestattet.

## Umgebung

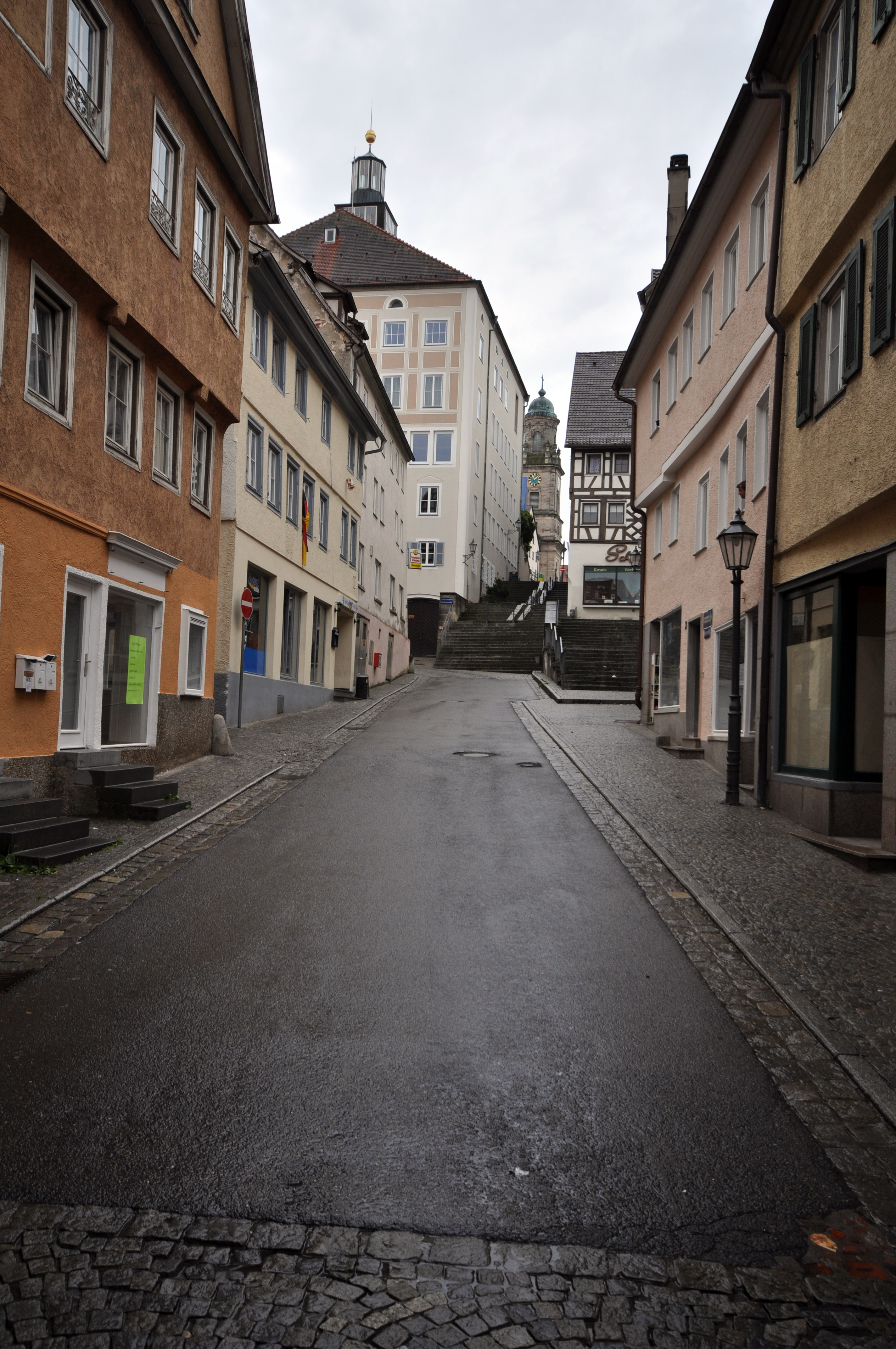
Nordansicht

Das Neue Rathaus befindet sich am Nordende des Marktplatzes und inmitten der dicht bebauten Altstadt. In unmittelbarer Umgebung befindet sich die Hofapotheke, die ehemalige Untere Apotheke, ein ehemaliges Kloster und das Jugendzentrum (ehemaliges Gefängnis und Berufsschule).